# Hermit (îles)
Les îles Hermit sont un groupe d'îles de la province de Manus en Papouasie-Nouvelle-Guinée. Ces îles, situées en mer de Bismarck, appartiennent à la région de Para-Micronésie : géographiquement proche et compté dans la Mélanésie, la culture des habitants se rapproche de la Micronésie. Ses habitants parlaient une langue austronésienne, l'hermit.